# Gerhard Wanner (Historiker)

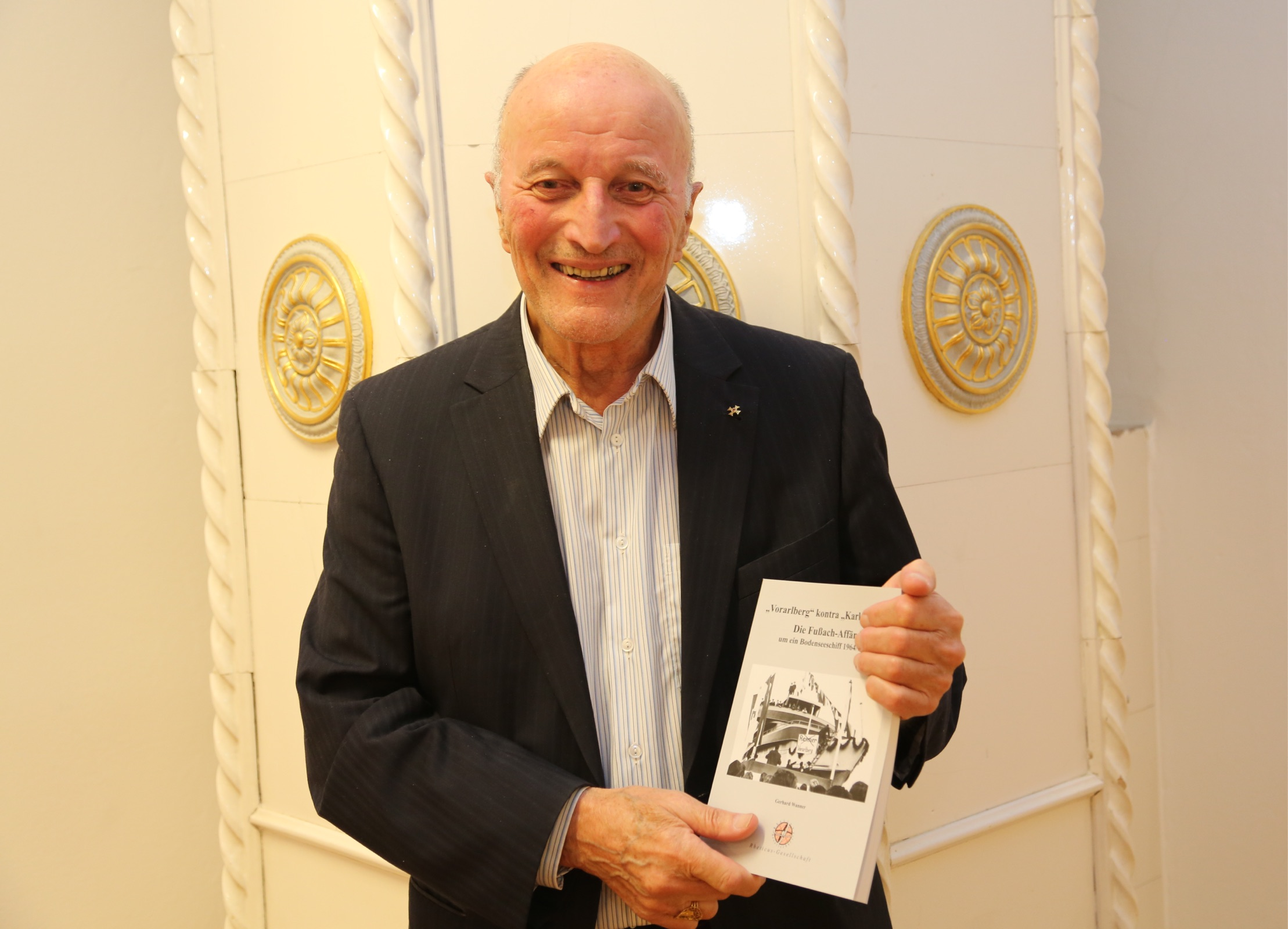
Gerhard Wanner (2015)

Gerhard Wanner (* 14. August 1939 in Feldkirch) ist ein österreichischer Historiker, Kunsthistoriker und Geograph.

## Ausbildung
Nach seinem Abitur im Jahr 1959 an der Bundeslehrer-Bildungsanstalt in Feldkirch studierte Wanner von 1959 bis 1961 an der Universität Innsbruck Geologie und Mineralogie, gefolgt von einem Studium der Geographie, Geschichte und Kunstgeschichte von 1961 bis 1965. Im Jahr 1965 schloss er das Doktorat in Geschichte und Kunstgeschichte ab und veröffentlichte gleichzeitig seine ersten wissenschaftlichen Publikationen. Ein Jahr später erwarb Wanner den berufsbefähigenden Magister (Mag.) in Geschichte und Geographie.

## Lehre
1966 begann Wanner seine Tätigkeit als Lehrer am Oberstufenrealgymnasium in Feldkirch, die er bis 1996 innehatte. Von 1996 bis 2005 lehrte Wanner an der Pädagogische Akademie des Bundes in Vorarlberg in Feldkirch die Fächer Geschichte, Sozialkunde, und politische Bildung. Im Jahr 1996 folgte die Ernennung zum Professor durch das Bundesministerium für Unterricht und kulturelle Angelegenheiten und im Jahr 2000 wurde er zum Oberstudienrat ernannt. Das dreiteilige österreichische Schulbuch Erlebnis Zeitreise für die Fächer Geschichte und Sozialkunde, an dem Wanner als Autor mitwirkte, erschien 2001.
Zwischen 1978 und 1990 unterrichtete er am Institut für Geschichte der Universität Innsbruck. 1982 wurde Wanner zum Universitätsdozenten im Bereich „Geschichte der Neuzeit mit besonderer Berücksichtigung des nordeuropäischen Raumes in der neuesten Zeit“ ernannt. Seine Habilitation, die 1981 erfolgte, handelte von den Beziehungen zwischen der K.u.K Monarchie und Schweden zur Zeit des Ersten Weltkrieges. Von 1987 bis 2012 lehrte er am Senatsinstitut für Politikwissenschaften der Universität Salzburg und war Kursleiter für das Fach politische Bildung am Landesbildungszentrum Schloss Hofen.
Nachdem das Unterrichtsfach Leninismus und Marxismus an den russischen Universitäten 1990 abgesetzt worden war, erhielt Wanner kurz darauf den Lehrauftrag für das Fach westliche Politologie. In den Jahren 1991 bis 2003 unterrichtete er an der Staatlichen Uraler Gorki-Universität sowie der Technischen Universität im militärischen Rüstungszentrum Jekaterinburg, Russland. 1992 wurde er zum ordentlichen Universitätsprofessor an der Staatlichen Uraler Gorki-Universität ernannt. In den folgenden Jahren war er durch seine Arbeit mit Delegationen am kulturellen Austausch zwischen Russland und dem Vorarlberg beteiligt. Ab 1999 bis 2018 hatte er eine Lehrtätigkeit an der staatlichen Universität in Pécs (Fünfkirchen) in Ungarn inne.
Ab 2001 bis 2007 war Wanner zudem Kursleiter für die Ausbildung zum Fremdenführer am Wirtschaftsförderungsinstitut Vorarlberg. Von 2005 bis 2020 unterrichtete er am Bildungszentrum der Sicherheitsexekutive (Innenministerium) in Vorarlberg, ab 2005 begann er außerdem eine Lehrtätigkeit an der Fachhochschule Vorarlberg in Dornbirn, die er bis 2018 ausübte.

## Forschungsbereiche
Wanner hat über 270 fachwissenschaftliche Publikationen veröffentlicht. Seine Forschungsschwerpunkte liegen in den Bereichen Sozial- und Wirtschaftsgeschichte, Geschichte des Alltags, Geschichte der Frauen und Kindheit sowie Kulturgeschichte des 19. und 20. Jahrhunderts. Seine Forschung umfasst die Themen Nationalsozialismus, die ungarische Revolution 1956 und die Jugendprotestbewegungen der 60er Jahre. Mit seinem Beitrag Wunsch nach einer heilen Welt. Anmerkungen zur Kunstgeschichte Vorarlbergs im 19. Jahrhundert, der 2021 erschienen ist, präsentierte Wanner eine Analyse der Vorarlberger Kunstgeschichte. Über seine Kultur- und Unterrichtstätigkeit in Russland von 1991 bis 2001 berichtet er 2023 in Aufleuchten der Freiheit. Erinnerungen eines Vorarlbergers. Zwischen 1997 und 2000 leitete er einen Forschungsauftrag der Europäischen Union im Bereich „Europäische Module“.

## Kultur- und Vereinsaktivitäten
Zwischen 1971 und 1977 arbeitete er als Kunst- und Kulturjournalist für die Vorarlberger Nachrichten, in den Jahren 1974 bis 1980 war er außerdem Mitglied der Kunstkommission der Vorarlberger Landesregierung. Von 1971 bis 1991 leitete Wanner das Stadtarchiv Feldkirch und bis einschließlich 1991 war er auch Leiter der städtischen Kunstgalerie Kuratorium Palais Liechtenstein. Wanner ist Obmann, Gründungsmitglied und Geschäftsführer der Rheticus-Gesellschaft, einem landeskundlichen Vereins im Vorarlberg, und war in dieser Funktion Herausgeber der Publikationen des Vereins von 1976 bis 2020. Von 1989 bis war Wanner 2015 Mitbegründer und Geschäftsführer des „Arbeitskreises für Interregionale Geschichte des mittleren Alpenraumes“. Weiterhin war er Mitbegründer der Assoziation Ural-Vorarlberg.

## Schriften (Auswahl)
- Die Auswirkungen der Koalitionskriege von 1792 bis 1805 auf Vorarlberg; insbesondere auf die Stände Feldkirch, Rankweil-Sulz sowie auf die Administration Hohenems und das Reichsfürstentum Lustenau. Feldkirch 1965.
- Kriegsschauplatz Vorarlberg 1792–1809. Dissertation, Feldkirch 1965.
- Kinderarbeit in Vorarlberger Fabriken im 19. Jahrhundert. AK Vorarlberg, Feldkirch 1969.
- Kirche und Nationalsozialismus in Vorarlberg. Vorarlberger Verlagsanstalt, Dornbirn 1972.
- Die Geschichte der Vorarlberger Kammer für Arbeiter und Angestellte 1921–1938. Ein Beitrag zur Vorarlberger Arbeiterbewegung. AK Vorarlberg, Feldkirch 1978.
- Schiffstaufe Fußach 1964. Eugen-Ruß-Verlag, Bregenz 1980.
- Feldkirch in alten Ansichten. Kaindl, Feldkirch 1982.
- Die Bedeutung der k. u. k. Gesandtschaft und des Militärattachements in Stockholm für die Beziehungen zwischen Schweden und Österreich-Ungarn während des Ersten Weltkrieges. In: Studien zur Militärgeschichte, Militärwissenschaft und Konfliktforschung, Band 29. Biblio Verlag, Osnabrück 1983.
- Vorarlberger Zeitgeschichte. Quellen-Darstellungen-Bilder. Erste Republik 1918–1938. Dornbirn 1984.
- Die Kammer für Arbeiter und Angestellte für Vorarlberg 1946–1985. Ein Beitrag zur Vorarlberger Sozial- und Wirtschaftsgeschichte. AK Vorarlberg, Feldkirch 1986.
- Kinderarbeit in Vorarlberger Fabriken im 19. Jahrhundert. AK Vorarlberg, Feldkirch 1986.
- Kriegsschauplatz Bodensee 1799/1800 und 1809. Heft 59 der „Militärhistorischen Schriftenreihe“, Heeresgeschichtliches Museum, Wien 1987, ISBN 3-215-06789-7.
- 1938: Der Anschluss Vorarlbergs an das Dritte Reich. Landesbildungszentrum Schloss Hofen, Lochau 1988, ISBN 3-85430-086-7.
- Vorarlbergs Industriegeschichte. Verein Vorarlberger Industriegeschichte, Feldkirch 1990, ISBN 3-85430-125-1.
- Landespolitik 1964–1987. Bilanz, Rechenschaft und Kritik. In: Herbert Kessler: Arbeit für Vorarlberg: Drei Jahrzehnte Landespolitik. Vorarlberger Verlagsanstalt, Dornbirn 1995, ISBN 3-85430-234-7.
- Kriegsende und Befreiung 1945. Kaindl, Feldkirch 1996.
- Geschichte der Stadt Feldkirch. 1914–1955. Rheticus-Gesellschaft, Dornbirn 2000, ISBN 3-900866-69-4.
- Behindertenarbeit in Vorarlberg und die Lebenshilfe – vom Staat zu privat. Rheticus-Gesellschaft, Feldkirch 2000.
- Die Geschichte des IfS in Vorarlberg: Von der Bürgerinitiative zum sozialen Dienstleistungsunternehmen. Röthis 2007, ISBN 978-3-900866-99-0.
- Lehrerbildung in Vorarlberg – Fundamente, Fakten und Episoden. 1777–1967. Rheticus-Gesellschaft, Feldkirch 2008, ISBN 978-3-902601-05-6.
- Kindheit, Jugend und Familie in Vorarlberg 1861 bis 1938. Rheticus-Gesellschaft, Feldkirch 2012.
- Für Gott, Kaiser und Vaterland in die Barbarei: Das erste Kriegsjahr in Vorarlberg 1914. In: Tschegg, Kurt: Für Gott, Kaiser und Vaterland. Vorarlberg 1914–1918. Rheticus-Gesellschaft, Feldkirch 2014, ISBN 3-593-36453-0.
- „Vorarlberg“ kontra „Karl Renner“. Die Fußach-Affäre um ein Bodenseeschiff 1964/1965. Rheticus-Gesellschaft, Feldkirch 2015, ISBN 978-3-902601-40-7.
- Bergdorf Gurtis. Natur und Mensch. Rheticus-Gesellschaft, Nenzing 2016, ISBN 978-3-900143-18-3.
- Kulturgeschichte Feldkirch. Bucher Verlag, Feldkirch 2018, ISBN 3-99018-447-4.
- Wunsch nach einer heilen Welt. Anmerkungen zur Kunstgeschichte Vorarlbergs im 19. Jahrhundert. In: Beiträge zur Kunstgeschichte Vorarlbergs: Schriftenreihe der Rheticus-Gesellschaft 85. Feldkirch 2021. ISBN 3-902601-60-4.
- Aufleuchten der Freiheit. Russland 1990–2001. Erinnerungen eines Vorarlbergers. Atrix-Verlag, Pécs 2023, ISBN 978-3-200-09260-0.

## Vereinsaktivitäten
- 1975–2020: Mitbegründer und Geschäftsführer der Rheticus-Gesellschaft[5]
- 1989: Mitbegründer und Geschäftsführer des Arbeitskreises für Interregionale Geschichte des mittleren Alpenraumes (Schweiz, Liechtenstein, Vorarlberg)[2]

## Auszeichnungen und Ehrungen
- 2000: Ernennung zum Oberstudienrat[2]
- 2003: Großes Verdienstzeichen des Landes Vorarlberg[13]
- 2005: Goldenes Ehrenzeichen für Verdienste um die Republik Österreich[14]
- 2009: Ernennung zum ungarischen Titularprofessor der Universität Pécs (Fünfkirchen–Ungarn)[1]
- 2020: Verdienstzeichen der Stadt Feldkirch in Gold[15]